# یتس
یتس (به ایتالیایی: Iaitas) یک منطقهٔ مسکونی در ایتالیا است که در سیسیل واقع شده‌است.